# 頂埔科技園區
頂埔科技園區，原址為陸軍後勤學校土城分部，位於新北市土城區頂埔地區，西鄰中央路四段，北臨大暖路，園區基地的面積約有9.72公頃。進駐園區的廠商有正崴精密公司、鼎創達科技公司、鴻海精密公司，分別建造了正崴科技大樓、大霸電子總部及鴻海高科技中心三棟科技大樓，已於2006年後陸續進駐運作。

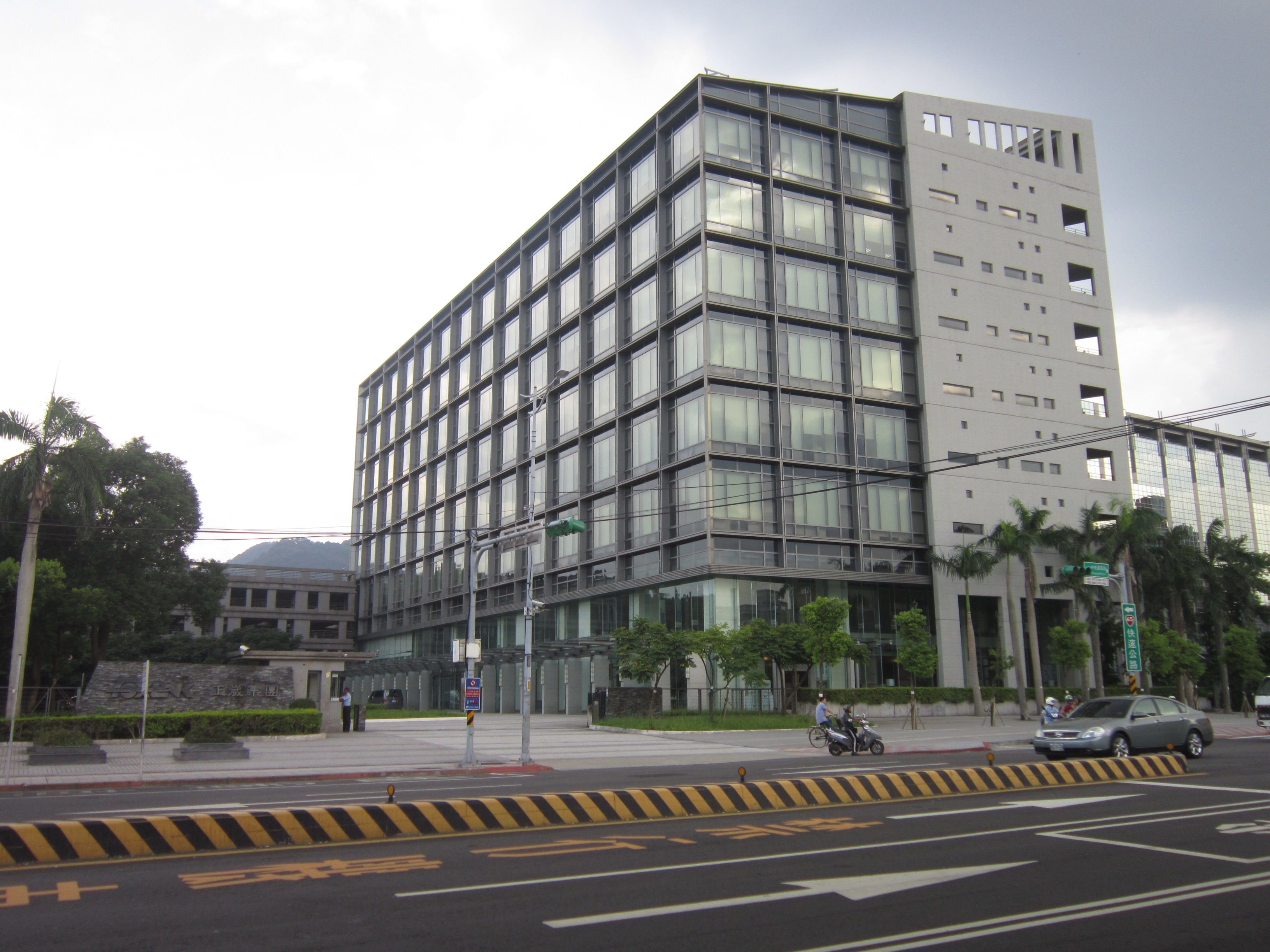
正崴精密位於土城頂埔高科技園區的總部大樓

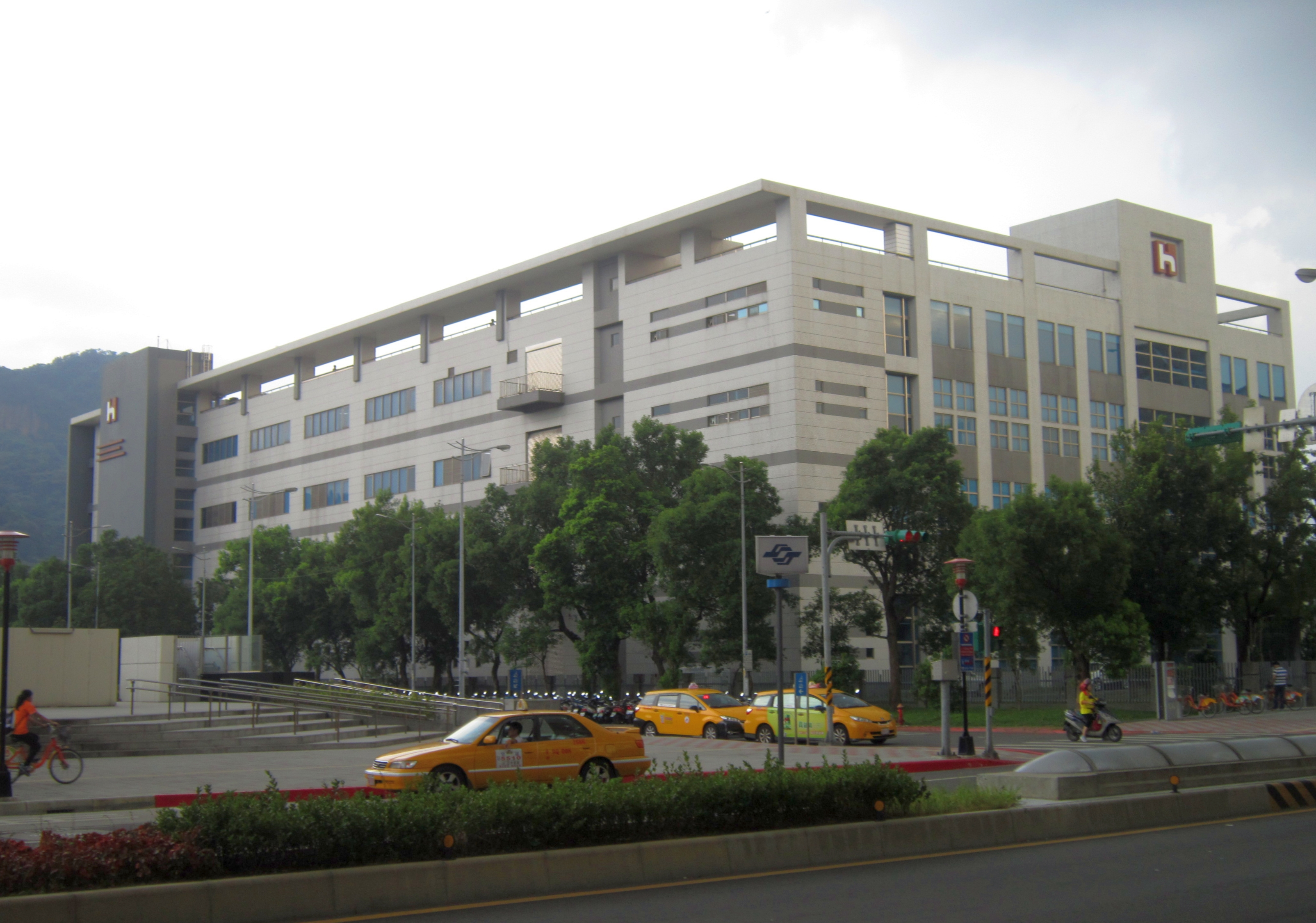
鴻海精密土城頂埔高科技園區的廠辦大樓

## 起源
頂埔高科技園區起源於2002年5月28日，鴻海董事長郭台銘致電臺北縣縣長蘇貞昌，希望於當時的臺北縣投資，於是覓得位於土城頂埔之「陸軍後勤學校土城分部」之地點。於一年後完成地上物搬遷及都市計畫變更，成立本園區。

### 歷程
- 2003年4月：廠商圈地
- 2003年8月：土地簽約
- 2004年7月：廠商動土
- 2006年8月：領取使用執照

## 園區基地與現況
使用原陸軍後勤學校土城分部原址，經都市更新計畫將其由軍事用地變更使用為產業專用區。自2003年經當時的台北縣政府爭取適用國有土地租金措施。

### 土地面積
- 基地面積:9.72公頃
- 產業專區:7.25公頃

### 進駐廠商
- 鴻海精密：成立奈米光機應用研發中心，申租面積2.5公頃[2]
- 正崴精密：研發營運中心，生產高精度光學鏡頭、鏡片數位影像處理、無線區域網路、藍芽零組件研發，申租面積1公頃
- 鼎創達科技：全球營運總樞紐，研發、行銷、製造及運籌中心，申租面積3.63公頃

## 交通

### 捷運
台北捷運土城線延伸頂埔段
捷運頂埔延伸線從2009年正式施工，行經「土城頂埔地區高科技產業園區」，2015年7月6日完工通車，設有頂埔站。而未來的新北捷運系統三鶯線， 即以頂埔站為起點， 於此可轉乘台北捷運系統板南線。

### 公車
捷運頂埔站下車 
新北市區公車F602路線
臺北客運275副線
臺北客運705
臺北客運706
臺北客運812
臺北客運9103線
臺北客運藍45線
臺北客運藍46線